# Paso Mackinlay
Se denomina paso Mackinlay al tramo del canal Beagle que separa el archipiélago argentino de la isla Gable (al sur de la isla Grande de Tierra del Fuego) de la chilena isla Navarino. Se sitúa en el área sudoriental del archipiélago de Tierra del Fuego, en el extremo austral de América del Sur.
El sector septentrional de sus aguas ha sido confirmado como parte soberana de la República Argentina luego de una larga disputa limítrofe con la República de Chile denominada conflicto del Beagle concerniente a la traza de dicho canal, afectando la soberanía de la totalidad de sus aguas, así como también las islas de su interior.

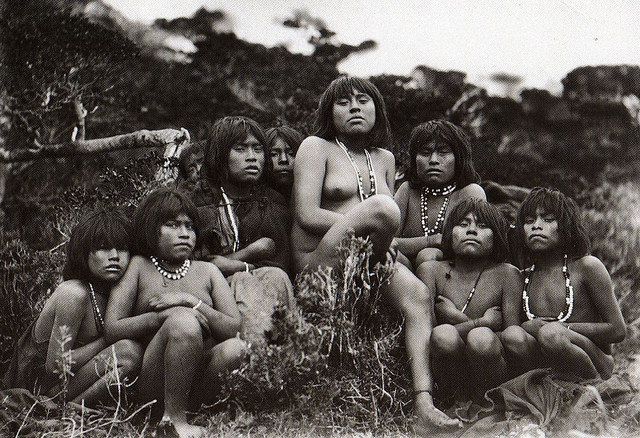
Mujeres yámanas. Esta etnia era la original habitante del paso Mackinlay.

## Historia

### Primitivos habitantes
Cazadores, mariscadores, y recolectores, de la parcialidad wakimáala o central, de la etnia amerindia canoera de los yámanas o yaganes fue la que primitivamente habitó las aguas y riberas del paso Mackinlay, explotando sus recursos biológicos. Se alimentaban de aves y mamíferos marinos, así como de mejillones  (Mulinia edulis, Mytilus chilensis, Aulacomya atra, Yoldia), etc. Estos indígenas fueron sus únicos habitantes hasta la llegada de los colonos occidentales, al comenzar a poblarse la que luego sería la ciudad argentina de Ushuaia, en 1869.
El primer occidental en navegar las aguas de este paso fue el mismo descubridor del canal Beagle. Entre 1826 y 1830, el almirantazgo británico envió al barco HMS Beagle, al mando de Phillip Parker King con la misión de realizar estudios hidrográficos en las costas de la parte meridional de América del Sur. En abril de 1830, estando el HMS Beagle fondeado en la bahía Orange, su comandante Robert Fitz Roy envió al oficial de navegación teniente Matthew Murray en un bote ballenero a inspeccionar la parte norte de la bahía Nassau. Este oficial descubrió un estrecho paso (el que luego fue bautizado en su honor como canal Murray), que separa las islas Hoste y Navarino, y que desemboca en un canal recto, que se extendía de este a oeste hasta donde alcanzaba la vista. A ese canal se lo denominó «Beagle». También navegó sus aguas hacia el naciente hasta la longitud de la isla Gable (la cual hasta el año 1869 se creyó una península de la isla Grande), es decir, en las aguas que posteriormente serían identificadas como pertenecientes al paso Mackinlay, denominando al paraje «la angostura de las barrancas arcillosas», en razón del aspecto del acantilado en el borde sudoccidental de la isla Gable.
No continuó la derrota hacia el este, sino que desanduvo el recorrido que había efectuado hasta encontrarse nuevamente con el HMS Beagle el 14 de abril.
Etimología toponímica

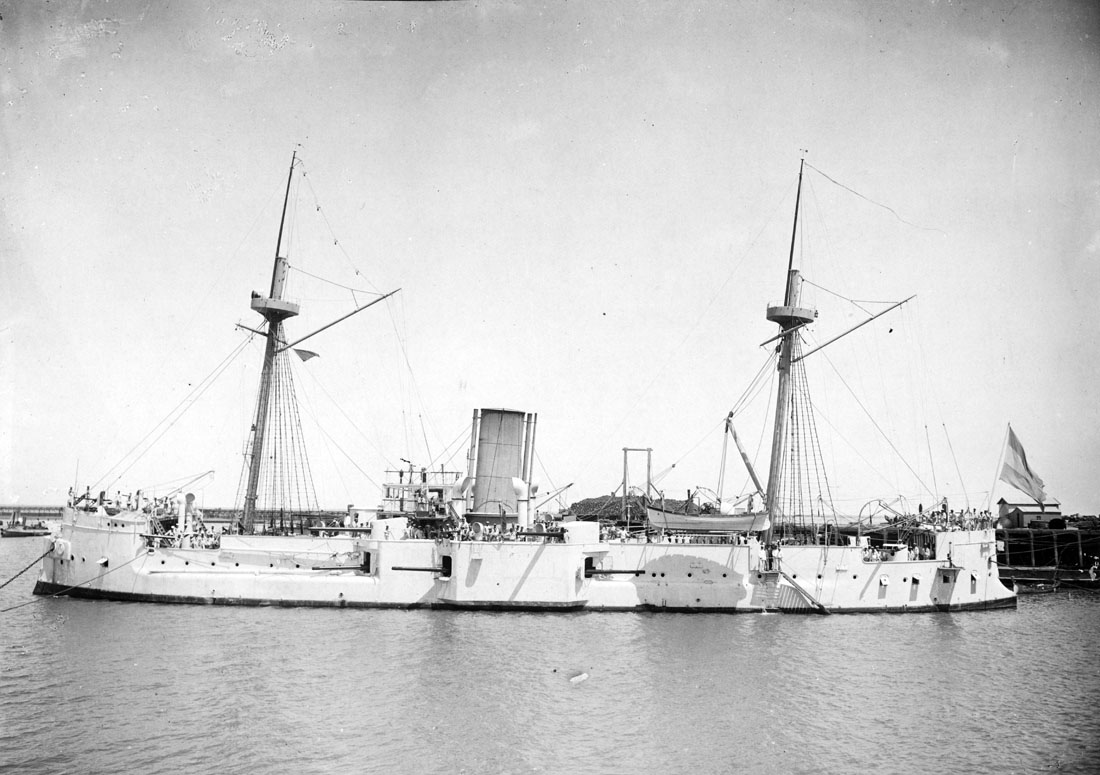
Sobre el crucero acorazado argentino “Almirante Brown” el entonces capitán de fragata Juan Pablo Sáenz Valiente realizó en el canal Beagle trabajos hidrográficos, en los cuales pereció el alférez Juan M. Mackinlay, a quien se lo honró dándole con su apellido el nombre a este paso.

Etimológicamente, el topónimo “Mackinlay” es un epónimo que honra el apellido del marino argentino Juan Mackinlay.
En el verano de 1899-1900, desde el crucero acorazado argentino “Almirante Brown” bajo las órdenes del entonces capitán de fragata Juan Pablo Sáenz Valiente (quien llevaba como segundo al teniente de navío Félix Ponsatti), se realizaron 5000 sondajes y otros trabajos hidrográficos en el canal Beagle, gracias a los cuales la Sección de Hidrografía del Ministerio de Marina de la República Argentina construyó una nueva carta -en tres hojas- del canal Beagle, la que fue publicada en octubre el año 1901. La misma Sección de Hidrografía publicó también un “Derrotero del Canal de Beagle”.
El 21 de abril de 1900, un bote auxiliar, dirigido por el alférez Juan M. Mackinlay (quien era acompañado por el cabo segundo de mar Ramón Martínez Peña y los marineros José Navarro, José M. Araujo, Alejandro Flores y Martín López) naufragó mientras sondeaban la zona de la isla Gable. Sólo pudieron hallarse dos cadáveres.

## Geografía
Este paso posee un largo de entre 7 a 11 km, según los límites que se le otorguen. Su ancho mínimo se presenta entre la punta Mackinlay y la costa de Navarino, y es de 1,3 km, el que a su vez es la distancia más corta entre las márgenes de todo el canal Beagle (si bien Gable es una isla, todos los márgenes del canal lo son). El sector medio de este paso se encuentra localizado en las coordenadas: 54°55′26.10″S 67°28′56.26″O / -54.9239167, -67.4822944.
Geología
El paso Mackinlay representa una silla topográfica somera, de 30 m de profundidad, que hace de frontera entre los brazos ecotonales que comunican al canal Beagle con el océano Atlántico, los que comienzan desde este paso hacia el naciente, separándolos de la cuenca profunda (de hasta 200 m de profundidad) del canal Beagle principal (situado hacia el poniente). Este último era un enorme valle tectónico que se labró mientras fue cubierto por completo con hielo glacial durante la última glaciación. Al retroceder dicho glaciar, desde los 12 000 años A.P., el espacio ocupado por este fue invadido, por un lago glacial, el cual, después del Dryas temprano (11 000 años A.P.), se inundó con agua de mar de forma rápida cuando la transgresión sobrepasó las sillas topográficas del paso Mackinlay y del canal Murray. El retroceso del hielo hacia el poniente originó estructuras morrénicas en su fondo. Sobre ellas se presentan depósitos sedimentarios areno-limosos, los que corresponden a un paleoambiente lacustre.
Límites
Los límites asignados para el paso Mackinlay en su boca oriental, según los diferentes autores, pueden establecerse en dos fronteras distintas, la más occidental marca el borde más estricto de este paso, y les corresponde a la punta Mackinlay, en el extremo sudeste de la isla Gable, por el norte y la punta cabo Peña sobre Navarino. El otro límite oriental se sitúa más hacia el este, y corresponde, por el norte,  al extremo sudeste de la isla Martillo (punta donde se ubica una baliza) y los chilenos islotes Gemelos y Delia, por el sur. 
Son más netos en lo que respecta al borde occidental del paso, delimitado por la punta Piedrabuena en la isla Navarino y la punta Gable (extremo sur del denominado Frontón Gable), en el extremo sudoeste de la isla Gable. En el sector norte de su boca occidental se encuentra el banco Gable, de menos de 20 metros de profundidad, y compuesto por arenas finas.
Sobre la mitad austral de la isla Gable, la notable punta Espora (en el extremo de una península formada por dos sendas bahías) en conjunción con la punta Rosales (en la costa de Navarino)  divide al paso en dos sectores, uno occidental y otro oriental. Para otros autores el tramo entre esta punta y la punta Gable sería una boca occidental hacia el verdadero paso (situado entonces hacia el este de punta Espora).
Características hidrográficas
En el paso Mackinlay el canal Beagle alcanza sus extremos mínimos, tanto en lo que respecta a su ancho —un mínimo de 1,3 km entre la punta Mackinlay y la costa de Navarino—, como en la profundidad mínima de su canal principal, que es de 30 m. Por esta razón constituye un separador de las características oceanográficas de sus aguas, teniendo las situadas hacia el oeste netas características del océano Pacífico, mientras que sobre las del este comienza a sentirse la influencia del océano Atlántico.
Sus aguas presentan una corriente de trayectoria oeste-este, la que llega a 3 nudos. La temperatura media anual de sus aguas en superficie es de 6.5 °C. Los registros térmicos absolutos fueron de una máxima de 15.3 °C y una mínima de 2.8 °C. La temperatura del agua promedio para el mes de julio es de 4.5 °C.
Mareas
El paso Mackinlay presenta un régimen micromareal y semidiurno con desigualdades diurnas, con una amplitud media de marea de 1,2 metros. Con origen en el Pacífico Sur, una onda de marea principal se mueve hacia el este favorecida por la preponderancia de vientos de los cuadrantes oeste y del sudoeste, penetrando en el canal Beagle por medio de dos ondas de marea distintas. La primera masa de agua entra desde el oeste por los múltiples canales fueguinos chilenos, propagándose hasta el paso Mackinlay. La segunda dobla por el cabo de Hornos, penetrando por los pasos Picton, Richmond, así como también rodeando por el este la isla Nueva, y ya en el Beagle se dirige hacia el oeste, hasta encontrarse con la primera en el sector oriental del paso Mackinlay.

### Riqueza biológica
Las aguas de este paso se incluyen en la ecorregión marina canales y fiordos del sur de Chile.

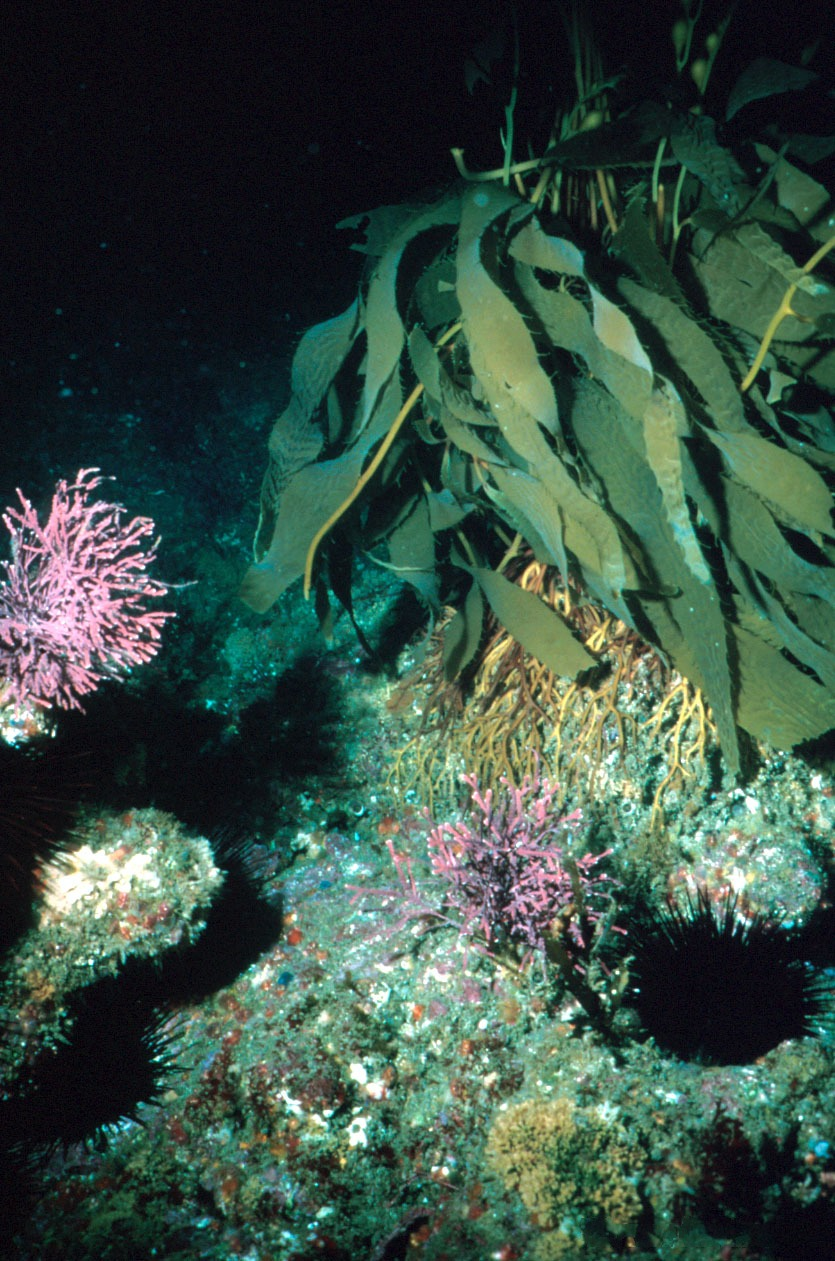
cachiyuyos gigantes.

#### Fauna

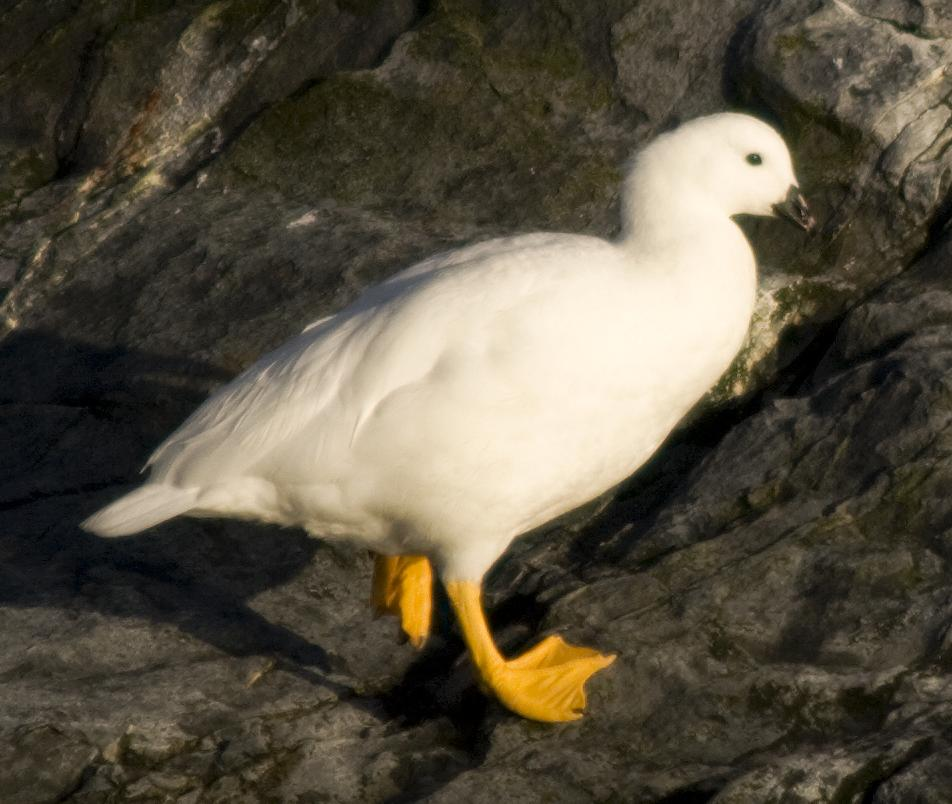
caranca o cauquén de mar.

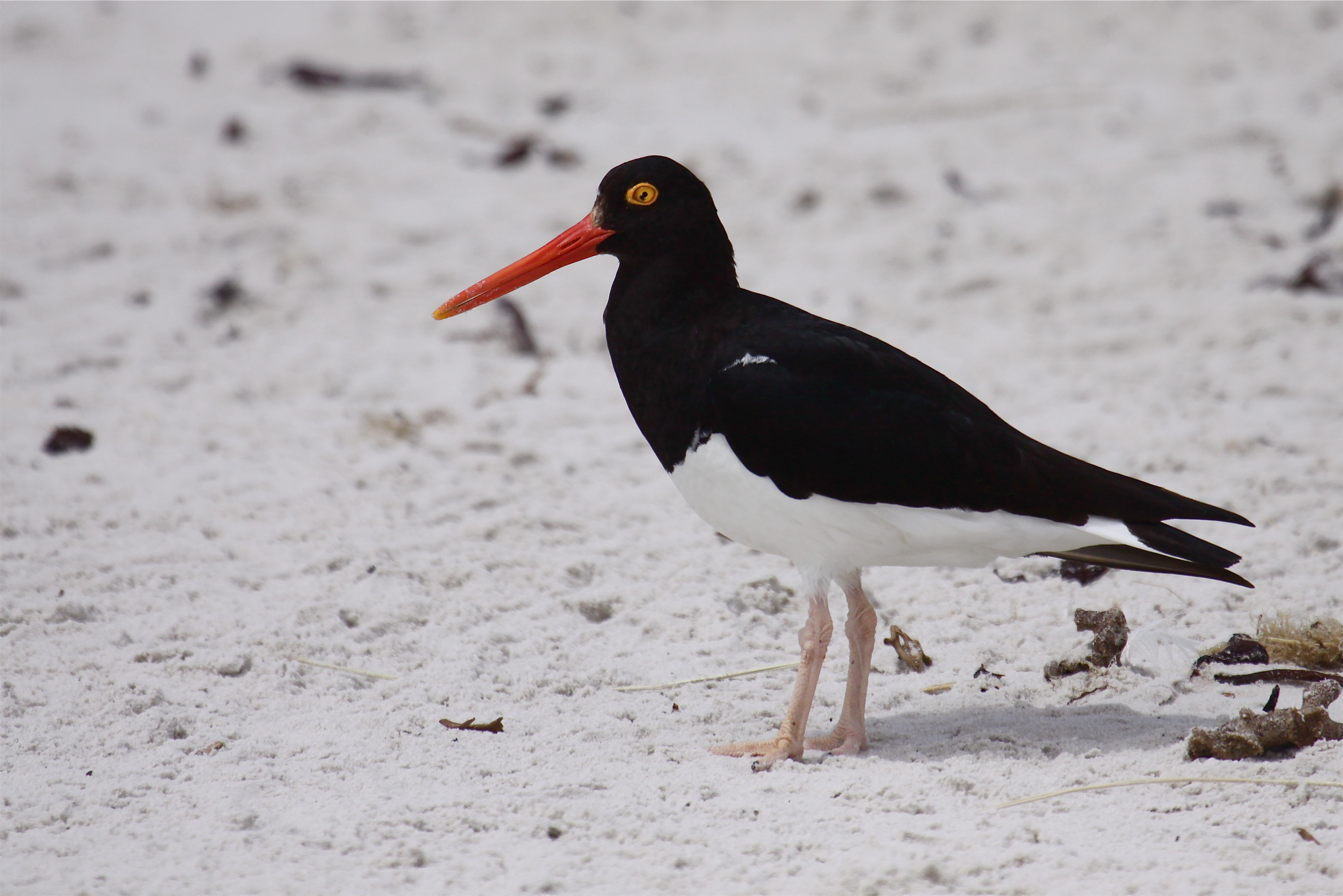
ostrero austral.

Sus aguas y costas cuentan con especies típicas del sudeste del océano Pacífico, siendo comunes en el sur de Chile, por ejemplo el pato vapor del Pacífico.
Las aguas del paso Mackinlay son ricas en peces y diversos invertebrados, de los cuales se destaca especialmente la centolla patagónica de carne conocida por su delicado sabor, constituyéndose en el plato culinario típico de la comarca. Suelen frecuentar sus aguas cetáceos, además de lobos marinos de un pelo y de dos pelos sudamericano, si bien presentan sus apostaderos en archipiélagos ubicados más hacia el occidente, al igual que variadas aves marinas como las gaviotas australes, y de cormoranes imperiales.

#### Flora
A pesar de que las temperaturas son frías todo el año, las costas del paso Mackinlay se encontraban cubiertas de altos bosques magallánicos, los que aún se conservan en su banda chilena. 
Las aguas del paso Mackinlay son notables por poseer bosques sumergidos de cachiyuyos gigantes, alga parda de enormes proporciones, la cual sostiene una rica biodiversidad marina. 

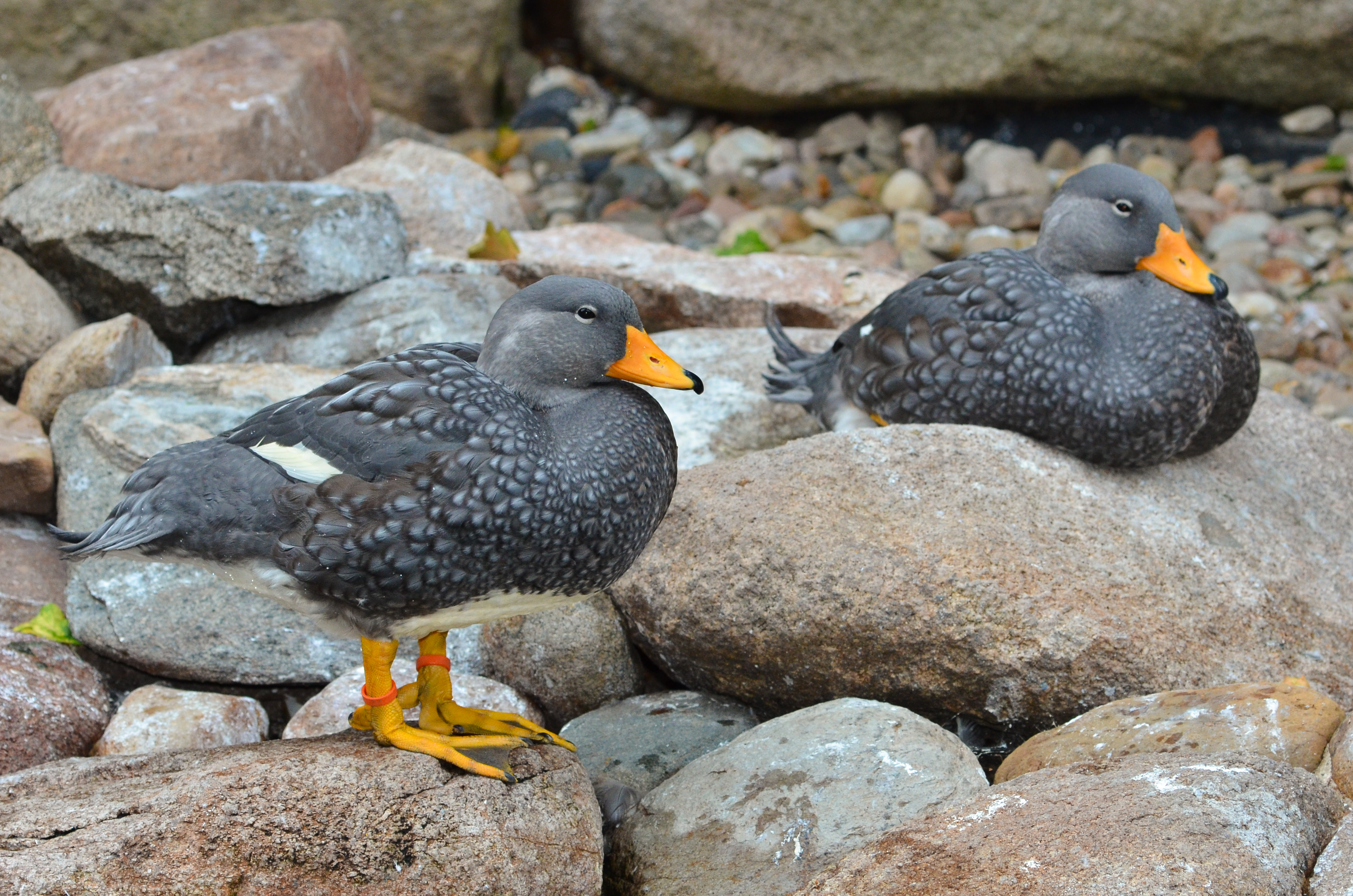
Pareja de pato vapor del Pacífico.

### Disputa por su soberanía
El paso Mackinlay se vio envuelto en la disputa limítrofe entre la Argentina y Chile, conocida como Conflicto del Beagle.
En 1971 ambos países acordaron en un Compromiso de Arbitraje someter la soberanía de las aguas e islas de dicho canal a la sentencia de un Tribunal Arbitral que debía dar a conocer su decisión a la reina Isabel II de Inglaterra. Una interpretación en Chile del texto del tratado limítrofe de 1881, conocida como Tesis Fagalde, determinaba que el límite binacional terminaba en la costa austral de la isla Grande de Tierra del Fuego, y la totalidad de las aguas del canal, junto con todas sus islas, serían chilenas. Si este fuera el caso, la Argentina tendría una costa seca, es decir tendría costa, pero no acceso al mar. Entre quienes sostuvieron esa tesis destacan, quien la esbozaría en 1905, el periodista Arturo Fagalde, y el estudioso Jaime Eyzaguirre, quien así la describía:

Luego la línea no se introduce en el canal, no lo comprende, queda fuera de él, sólo lo toca en su borde superior. El canal resulta así entero de Chile. Si el Tratado hubiera dicho que la línea llegaba hasta el medio o centro o hasta el eje del canal, se habría entendido que la mitad Norte del mismo correspondería a Argentina y la mitad Sur a Chile. Pero habría que torcer los términos claros del acuerdo para llegar a esta conclusión.

Esta interpretación fue llevada por Chile en la consulta al Tribunal Arbitral que dictó luego el Laudo Arbitral de 1977, pero solo como petitorio alternativo, en el punto segundo al final de las audiencias orales del 14 de octubre de 1976. En su falló la corte arbitral señaló que toda atribución de un territorio debe ipso facto traer aparejado sus aguas anexas, por lo tanto consideró inaceptable la tesis chilena. Seguidamente demarcó la traza del límite binacional sobre el canal de Beagle, otorgándole a la Argentina las aguas, islas, e islotes ubicados al norte de dicha línea, y haciendo pasar la frontera junto por el sector medio del paso Mackinlay. Si bien posteriormente la Argentina declararía insanablemente nula a la decisión arbitral, en las negociaciones binacionales de los años posteriores al fallo el resultado del laudo en este sector fue respetado. El conflicto se solucionó finalmente con la firma del Tratado de 1984, en donde ambos gobiernos, bajo un proceso de mediación del papa Juan Pablo II, en el sector del canal Beagle reconocieron como frontera la trazada por el Laudo Arbitral (aunque sin nombrarlo explícitamente en el tratado), lo cual refrendó definitivamente la soberanía argentina sobre la mitad norte del paso Mackinlay.

## Acceso
Desde la localidad chilena de Puerto Williams se accede fácilmente a la ribera austral del paso Mackinlay mediante la carretera “Y – 905”, que lo bordea en su totalidad. Desde la margen argentina no es posible el acceso terrestre, pero sí se puede navegar sus aguas, partiendo desde la ciudad de Ushuaia, en la travesía náutica denominada «a la pingüinera de isla Martillo».